# Rosa Quintana
Rosa María Quintana Carballo ( San Fernando de Apure  (Venezuela), 1959) es una bióloga y política gallega del PPdeG.

## Trayectoria
Posee un doctorado en biología, y desempeñó diversos cargos en el Partido Popular Gallego, presidido por Manuel Fraga. Fue delegada territorial de la Consejería de Pesca en Vigo dende 1997 a 2001, directora general de Innovación de la misma Consejería a partir de 2001 y hasta 2005. Fue la número diez en la lista del PP al Parlamento de Galicia por La Coruña en las elecciones de 2009. Formó parte del nuevo gobierno de la Junta de Galicia presidida por Alberto Núñez Feijóo en calidad de consejera del mar. En enero de 2012 fue nombrada consejera de Medio Rural y del Mar. Fue elegida diputada del Parlamento de Galicia en las elecciones autonómicas de 2012.

## Algunas publicaciones
- Contribución al conocimiento del desarrollo gonadal del mejillón gallego cultivado. Editor Universidad de Santiago de Compostela, Facultad de Biología. 30 pp. ISBN 8440419309, ISBN 9788440419309 (1988)